# Unió Esportiva Vall d'Uixó
La Unión Deportiva Vall d'Uixó (en valencià Unió Esportiva Vall d'Uixó) és un club de futbol de la ciutat valenciana de La Vall d'Uixó (la Plana Baixa). Va ser fundat en el 1975, encara que a la localitat ja hi havia hagut diversos equips com el CD Segarra o el CD Piel. El seu estadi és el José Mangriñán. Actualment participa en el grup I de la Regional Preferent valenciana.
L'actual UE Vall d'Uixó és hereva del desaparegut Club Esportiu Segarra i el seu posterior filial (Club Esportiu Pell), ja que en certa manera, tots dos equips van ser absorbits i refundats amb la denominació actual d'UD Vall d'Uixó el 1975. Com a fites més importants després de la nova refundació, la UD Vall d'Uixó va aconseguir militar durant tres temporades consecutives en la Segona Divisió B del campionat espanyol de futbol, a les temporades 1979/80, 80/81, i 81/82, disputant la resta de temporades Tercera Divisió o Regional Preferent.

## Uniforme
- Uniforme titular: Samarreta blanca, pantalons blaus i calces blanques.
- Uniforme visitant: Samarreta roja, pantalons negres i calces negres.

## Estadi
El club disputa els seus partits en l'Estadi José Mangriñán, que va ser inaugurat el 18 de novembre de 1944 amb el nom d'Estadi Industrial Segarra i actualment compta amb una capacitat de 4.000 espectadors.

## Dades del club
- Temporades en 1a: 0
- Temporades en 2a: 0
- Temporades en 2a B: 3
- Temporades en 3a: 21
- Millor lloc en la lliga: 11è (2a B temporada 79-80)